# Vučić
Ne doit pas être confondu avec Aleksandar Vučić.
Vučić (en serbe cyrillique : Вучић) est un village de Serbie situé dans la municipalité de Rača, district de Šumadija. Au recensement de 2011, il comptait 836 habitants.

## Démographie

### Évolution historique de la population
| 1948  | 1953  | 1961  | 1971 | 1981  | 1991  | 2002 | 2011 |
| ----- | ----- | ----- | ---- | ----- | ----- | ---- | ---- |
| 1 024 | 1 160 | 1 060 | 985  | 1 033 | 1 030 | 887  | 836  |

|  |